# 永久就職

## 意味
永久就職（えいきゅうしゅうしょく）は、かつて日本で多用されていた言葉である。女性が結婚をして主婦になることを表す言葉として使われていた。これは女性の嫁いでいく先を会社と見立てた場合、生涯をその嫁ぎ先で主婦という形で勤務しているように見えることから、このように呼ばれていた。だが現代社会では離婚率の上昇や価値観の変化などから、主婦が嫁ぎ先で生涯を過ごすということ自体が減ってきており、これに加えて年功序列や終身雇用制というものが無くなりつつある事から、女性はこの男性と結婚することで安定した生活が送れると思って結婚した場合でも、夫が計画通りの勤務が行えなくなるという可能性が大きいということからも結婚は永久就職であるという概念は薄れている。

## 用例
・彼女は永久就職の道を選んだ。